# Harry S. Webb
Harry S. Webb (né le 15 octobre 1892 en Pennsylvanie et mort le 4 juillet 1959  à Hollywood) est un réalisateur et producteur de cinéma américain.

## Filmographie partielle

### Comme réalisateur
- 1925 : Winning a Woman
- 1929 : The Phantom of the North
- 1930 : Westward Bound
- 1935 : Born to Battle
- 1936 : Step on It (en)
- 1936 : Le Rocher de la mort (Santa Fe Bound)
- 1939 : Port of Hate
- 1940 : Pioneer Days